# Mathura (distrikt)
Mathura är ett distrikt i den indiska delstaten Uttar Pradesh, och hade 2 074 516 invånare år 2001 på en yta av 3 332,0 km². Det gör en befolkningsdensitet på 622,60 inv/km². Den administrativa huvudorten är staden Mathura. De största religionerna i distriktet är Hinduism (91,51 %) och Islam (8,08 %).

## Administrativ indelning
Distriktet är indelat i tre kommunliknande enheter, tehsils:
- Chhata, Mat, Mathura

## Städer
Distriktets städer är huvudorten Mathura samt Aurangabad Bangar, Bad, Bajna, Baldeo, Barsāna, Chaumuhan, Chhata, Farah, Gokul, Govardhan, Kosi Kalan, Mahaban, Mathura (Cantonment Board), Nandgaon, Radhakund, Raya, Saunkh och Vrindavan.
Urbaniseringsgraden låg på 28,30 procent år 2001.